# Hyundai Accent WRC
Hyundai Accent WRC – samochód WRC konstrukcji Hyundaia oparty na modelu Accent. Używany był podczas Rajdowych Mistrzostw Świata 2000–2003 przez zespół Hyundai World Rally Team.
Samochód zadebiutował podczas Rajdowych Mistrzostw Świata 2000 w Rajdzie Szwecji. Kierowcami zostali Kenneth Ericsson i Alister McRae. Samochód nie odnosił większych sukcesów, mimo wprowadzenia kolejnych trzech ewolucji.

## Dane techniczne
Silnik:
- R4 2,0 l (1998 cm³), 4 zawory na cylinder, DOHC
- Turbodoładowanie Garrett/Allied Signal TR30R
- Układ zasilania: elektroniczny wtrysk paliwa
- Średnica cylindra × skok tłoka: 84,0 × 90,0 mm
- Moc maksymalna: 300 KM (221 kW) przy 5300 obr./min
- Maksymalny moment obrotowy: 520 N•m od 3500 obr./min

Przeniesienie napędu:
- Permanentny napęd na cztery koła
- Rozdział mocy (tył/przód): 50/50
- Skrzynia biegów: 5-biegowa manualna sekwencyjna X-Trac, trójtarczowe sprzęgło węglowe

Pozostałe:
- Hamulce przód: wentylowane hamulce tarczowe, zaciski 6-tłoczkowe, śr. tarcz 368 mm
- Hamulce tył: wentylowane hamulce tarczowe, zaciski 4-tłoczkowe, śr. tarcz 304 mm
- Hamulec pomocniczy: hydrauliczny
- Zawieszenie przód: kolumny MacPhersona
- Zużycie paliwa: 100 l / 100 km